# Bøde
En bøde er en økonomisk straf, der pålægges som retsfølge af en strafbar lovovertrædelse. Bøde er en af de almindelige straffe, der anvendes i dansk strafferet.
Straffeloven fastsætter ikke noget maksimum eller minimum for bøder. Udmålingen følger de almindelige regler for strafudmåling, og kan eventuelt pålægges som tillæg til anden straf. Bøder for overtrædelse af straffeloven fastsættes altid som et antal dagbøder. Dagbødens størrelse beregnes efter gerningspersonen indtægt.
En bøde tilfalder altid statskassen.
Bøde kan føres tilbage til den kristne forståelse af bod.

## Mulkt
I ældre dansk lovsprog brugt er også ordet mulkt (fra lat. mulcta) blevet brugt som benævnelse for en bøde. Begrebet blev eksempelvis brugt omkring processuelle forseelser (rettergangsbøder), unødig trætte eller pådømte tvangsmulkter (mulktere) i forbindelse med tvister ved indgåede handler.